# Upolín nejvyšší
Upolín nejvyšší (Trollius altissimus) je vysoká jedovatá bylina z čeledi pryskyřníkovité. Vyznačuje se dlanitými listy a nápadnými žlutými květy kulovitého tvaru. Roste roztroušeně i v České republice, kde byl v minulosti uváděn jako upolín evropský.

## Popis
Upolín nejvyšší je vytrvalá bylina dorůstající výšky 30 až 60, výjimečně až 100 cm. Lodyha je přímá a většinou nevětvená, olistěná. Přízemní listy jsou dlouze řapíkaté, s dlanitě pětidílnou, 2x zubatou čepelí. Lodyžní listy jsou krátce řapíkaté až téměř přisedlé, trojdílné, zubaté až celokrajné. Květy jsou žluté, 1,8 až 3 cm velké, nejčastěji jednotlivé na vrcholu lodyhy, řidčeji po 2 nebo po 3. Okvětí je kulovité, složené nejčastěji z 8 až 10 lístků. Uvnitř květu je 5-10 nektáriových lístků kornoutovitého tvaru a na vrcholu lžicovitě rozšířených. Tyčinek i volných pestíků je mnoho. Plodem je souplodí měchýřků. Měchýřky jsou 10 až 12 mm dlouhé, elipsoidní, příčně žilkované, lysé, na vrcholu protažené ve 2 až 3,5 mm dlouhý zobánek. Obsahují mnoho drobných semen.

## Rozšíření
Upolín nejvyšší je rozšířen ve střední, východní a jihovýchodní Evropě. V České republice se vyskytuje roztroušeně na většině území. Roste nejčastěji na vlhkých loukách, v prosvětlených lesích, na okrajích lesů a na horských prameništích.

## Obsahové látky a jedovatost
Rostlina obsahuje isochinolinový alkaloid magnoflorin a cyklický lakton protoanemonin. Jedovatost je podobná jako u pryskyřníku prudkého. Sušením se protoanemonin rozkládá. Otravy byly zaznamenány zejména u skotu a ovcí.

## Taxonomie a ohrožení
Druh byl popsán již v roce 1818, často ale byl ztotožňován s upolínem evropským. V současné taxonomii jsou oba druhy chápány jako samostatné. Pravý upolín evropský se v České republice nevyskytuje. Druh je chráněný zákonem jako ohrožený druh. Stejnou kategorii má i v Červeném seznamu cévnatých rostlin (C3). Řada lokalit výskytu této rostliny je také chráněná.

## Význam
Různé kulturní formy upolínu s jednoduchými nebo plnými květy jsou pěstovány jako zahradní rostliny. Jsou vesměs hybridního původu a označují se nejčastěji jako Trollius hybridus.